# Oma verbuddeln
Oma verbuddeln ist ein Kinderbuch von Birgit Schössow. Der Roman wurde 2024 vom Peter Hammer Verlag veröffentlicht und thematisiert auf kindgerechte Weise den Tod geliebter Menschen und den Umgang mit Trauer und Verlust. 

## Inhalt
Mina, Annie und Paul werden über Nacht zu Waisen. Nachdem ihre Eltern bei einem Verkehrsunfall ums Leben kommen, stehen die Kinder vor der Entscheidung: Ziehen sie zu ihrer unbekannten Großmutter ins Kuhkaff an die Ostsee oder gehen sie lieber ins Heim? 
Die Wahl ist schnell getroffen – Die fremde Oma scheint ganz nett zu sein und ins Kinderheim wollen die drei auf keinen Fall. Mutig und entschlossen, es mit der neuen Oma zu versuchen, lassen die Geschwister ihr altes Leben hinter sich und beginnen ein neues am Meer. In dem gemütlichen Haus mit Garten gefällt es ihnen sogar richtig gut. Obwohl die Kinder anfangs noch skeptisch sind, entwickelt sich eine enge Beziehung zwischen Ihnen und Oma Ruth und schon bald gibt es neue Hoffnung auf einen Weg zurück in ein Leben, das sich irgendwann wieder normal anfühlen könnte. Doch gerade als sie sich so richtig eingelebt haben stirbt auch die Großmutter und die Kinder sehen sich erneut der Gefahr ausgesetzt voneinander getrennt zu werden oder in ein Heim zu müssen. Um das zu verhindern, entwickeln sie einen geheimen und verrückten Plan: Sie verschweigen den Tod ihrer Großmutter der Außenwelt und setzen alles daran den Schein einer intakten Familie zu wahren.

## Illustrationen
Birgit Schössow verfasste nicht nur die Geschichte, sondern illustrierte auch jedes der 29 Kapitel mit eigenen Zeichnungen. Die Bilder greifen die zentrale Stimmung auf und vertiefen die Motive der Handlung. Die Autorin und Illustratorin kombiniert nuancierte Farbillustrationen mit einer Bildsprache, die sowohl humorvolle als auch traurige Momente einfängt und die emotionale Bandbreite der Geschichte visuell unterstreicht.

## Rezeption
Mit Oma verbuddeln legte die Autorin 2024 ihr Kinderbuchdebüt vor. Die einfühlsame Geschichte fand schnell Beachtung und wurde im September vom Deutschlandfunk in die Auswahl „Die Besten 7“ aufgenommen. 
Im Herbst desselben Jahres adaptierten der WDR und das Deutschlandradio den Text als zweiteiliges Hörspiel. Die Bearbeitung übernahm die Autorin Birgit Schössow selbst. Regie führte Judith Lorentz. Die beiden Teile trugen die Untertitel Ein raffinierter Plan und Das Rosenbeet.

## Auszeichnungen und Nominierungen
Nominierung für den Deutschen Jugendliteraturpreis 2025 in der Kategorie Kinderbuch.